# BC Wolves
El Alytaus BC Wolves es un club profesional de baloncesto con sede en Vilnius, Lituania, fundado en 2022 y que participa en la liga lituana (LKL).

## Historia
La organización fue fundada el 2 de junio de 2022, con el nombre Wolves ("lobos") en referencia al mítico Lobo de Hierro y la leyenda de la fundación de la ciudad de Vilnius. La licencia de BC Dzūkija se utilizó para jugar en la Lietuvos krepšinio lyga (LKL) a partir de la temporada 2022-23, que fue la temporada inaugural del club. Debido a la reconstrucción del Avia Solutions Group Arena, el equipo jugó sus partidos como local en el Alytus Arena.

## Palmarés
- Finalista de la European North Basketball League (2023)